# Archeologiczne Zdjęcie Polski
Archeologiczne Zdjęcie Polski (AZP) – realizowane na terenie całej Polski od 1978 przedsięwzięcie poszukiwania, rejestrowania i nanoszenia na mapy stanowisk archeologicznych. Jego celem jest uzyskanie informacji potrzebnych do celów naukowych i konserwatorskich (związanych z ochroną zabytków). Przedsięwzięcie jest koordynowane przez poszczególnych wojewódzkich konserwatorów zabytków, a centralna baza danych przechowywana jest w Narodowym Instytucie Dziedzictwa w Warszawie.
Poszukiwania stanowisk archeologicznych prowadzone są głównie metodą tzw. badań powierzchniowych, czyli obserwacji powierzchni zaoranych pól wiosną i jesienią. Dodatkowo wykorzystuje się informacje ze źródeł archiwalnych oraz wywiady z mieszkańcami danej miejscowości. Badania powierzchniowe uzupełniane są metodami archeologii lotniczej.
Informacje o odkrytych stanowiskach archeologicznych nanoszone są na mapy w skali 1:25 000 i 1:10 000 oraz specjalne ujednolicone w całym kraju karty (Karta Ewidencji Stanowiska Archeologicznego). W ostatnich latach czynione są starania o wprowadzenie wszystkich stanowisk archeologicznych do komputerowej bazy danych i udostępnienia map występowania stanowisk archeologicznych w ramach Systemu Informacji Geograficznej (GIS). Dostępność takich map pozwoli na wykorzystanie zebranych informacji do celów naukowych, jak również do celów planowania przestrzennego. Dzięki wprowadzeniu danych z AZP do systemu informacji geograficznej będą mogły być one dostępne także w nawigacji GPS.
Do czerwca 2008, według danych Narodowego Instytutu Dziedzictwa, zarejestrowano 435 000 stanowisk archeologicznych na 87% powierzchni Polski. Definicja stanowisk AZP na terenie zabudowanym pozostaje jednak przedmiotem dyskusji , a zalesiona trzecia część obszaru kraju wciąż oczekuje na przebadanie, co według szacunków może zająć ponad 100 lat.
Program pilotażowy przedsięwzięcia opracował i zrealizował Stefan Woyda, konserwator zabytków archeologicznych w województwie warszawskim 1964–1975.